# Palythoa oorti
Palythoa oorti är en korallart som beskrevs av Ferdinand Albin Pax. Palythoa oorti ingår i släktet Palythoa och familjen Zoanthidae. Inga underarter finns listade i Catalogue of Life.